# Айдахо
Айда́хо (также А́йдахо; англ. Idaho, американское произношение: [ˈaɪdəhoʊ] (слушать)о файле) — штат США на тихоокеанском Северо-Западе в группе Горных штатов. Айдахо граничит с шестью штатами США и канадской провинцией Британская Колумбия на севере. По данным переписи населения США 2020 года, в штате проживало 1 841 377 человек. По численности населения он занимает 39 место среди других штатов. Площадь Айдахо составляет 216 632 км², что делает его 14-м по величине штатом США. Самый большой город штата и его столица — Бойсе. В нём расположены основные правительственные учреждения штата, в том числе легислатура Айдахо.
Немаловажными отраслями экономики штата являются сельское хозяйство, в значительной части представленное выращиванием картофеля, горнодобыча и научно-технический сектор. В первой половине XIX века на этой местности активно добывалась пушнина. В середине XIX века в Айдахо были обнаружены крупные месторождения драгоценных металлов, в том числе золота, что послужило толчком к активному притоку первопоселенцев и получению статуса территории. Штатом же Айдахо стал 3 июля 1890 года, 43-м по счёту. Горнодобыча в штате развита до сих пор. Благодаря обилию природных ресурсов прозвище Айдахо — «штат-самоцвет» (англ. «Gem state»). В настоящее время штат является одним из наиболее «республиканских» в стране. Так, губернатором штата с 2019 года является республиканец Брэд Литтл, его предшественниками были однопартийцы Бутч Оттер (2007—2019), Джим Риш (2006—2007), Дирк Кемпторн (1999—2006) и Фил Батт (1995—1999).

## Топонимика
Среди историков нет единого мнения относительно происхождения названия штата. Согласно одной версии, в 1860 году лоббист от шахтёров Джордж Уиллинг предложил конгрессу дать новой территории, ныне являющейся штатом Колорадо, имя «Айдахо». По его словам, на языке шошонов это слово означало «горный самоцвет» (англ. gem of the mountains). Тем не менее в конгрессе усомнились в доводах Уиллинга относительно происхождения слова, и новой территории было дано имя «Колорадо». Примечательно, что один из городов Колорадо ещё в 1859 году получил название Айдахо (с 1866 года — Айдахо-Спрингс). Позднее Уиллинг якобы признался в том, что это слово является выдумкой.
Согласно другой версии, слово «айдахо» (изначально англ. ee-dáh-how («и-да́-хоу»)) на языке шошонов означало фразу «восходит Солнце»; слово может также происходить из языка народа арапахо. По третьей версии, слово «айдахо» («ídaahę́») означает «враг»; оно использовалось атабасками для обозначения команчей.
9 июня 1860 года по реке Колумбия был пущен пароход, названный «Айдахо» (англ. Idaho(e)). В его честь в 1861 году был назван новообразованный округ Айдахо. В 1863 году от территории Вашингтон отделилась новая территория, названная в честь округа. И в 1890 году территория Айдахо получила статус штата.

## История
Артефакты с позднепалеолитической стоянки Куперс-Ферри (Cooper’s Ferry) на реке Салмон (бассейн Колумбии) в штате Айдахо (фрагменты костей млекопитающих, остатки сожженного угля) датируются периодом 15,28—16,56 тыс. лет назад. Каменные орудия из Айдахо имеют сходство с индустрией позднеплейстоценовой стоянке Ками-Сиратаки 2 (Kamishirataki 2) на острове Хоккайдо (Япония). Это свидетельствует о том, что люди первоначально мигрировали в Америку вдоль тихоокеанского побережья, но не исключает последующих миграций человека в более позднее время через свободный от льда коридор (IFC) от Берингии до нынешней Дакоты, который открылся между Кордильерским и Лаврентийским континентальными ледниковыми щитами в конце плейстоцена, как предполагает палеогеномика. По некоторым оценкам, палеоиндейцы, появились на территории Айдахо в XIII тысячелетии до н. э., так как в пещере Уилсон-Бьютт близ города Туин-Фолс были обнаружены одни из наиболее древних на территории США наконечники стрел. Племена индейцев были географически разделены на несколько культурных областей. Среди наиболее крупных можно выделить племена не-персе и пайютов. Всего на момент прихода европейцев в Айдахо обитало около 8000 индейцев.
Первыми белыми людьми, вошедшими на территорию Айдахо, стали члены экспедиции Льюиса и Кларка, прошедшие проходом Лемхай 12 августа 1805 года. В последующие годы земли Айдахо начали активно исследоваться трапперами пушных компаний. Кроме того, территория Айдахо, тогда ещё часть Орегонской земли, стала предметом территориального спора между США и Великобританией. Окончательный договор, закреплявший Орегонскую землю за США, был заключён между США и Британией лишь 15 июня 1846 года. К тому времени пушные ресурсы в значительной степени истощились. Но в 1850—1860-е годы на территории Айдахо обнаружились богатейшие месторождения золота, что привело к бурному притоку старателей и основанию первых городов. Как следствие, значительно выросло количество конфликтов между первопоселенцами и коренным населением. Одним из самых крупных конфликтов стало сражение на реке Бэр, в ходе которого в общей сложности погибло несколько сотен человек.
4 марта 1863 года президентом Авраамом Линкольном был подписан указ об организации территории Айдахо. Вскоре после этого в Айдахо возросло политическое противостояние мормонов и их противников. В связи с этим в 1886—1887 годах Айдахо находился на грани разделения между штатами Вашингтон и Невада. Однако президент Кливленд этого не допустил. В рамках урегулирования конфликта в Айдахо был в том числе основан первый университет. За время нахождения Айдахо в статусе территории его население увеличилось в несколько раз: с 17 804 человек в 1870 году до 88 548 в 1890 году. Кроме этого, в Айдахо были проведены железная дорога, телеграфная и телефонная линии.
3 июля 1890 года Айдахо получил статус штата, 43-го по счёту. Первые годы существования молодого штата были омрачены многочисленными забастовками шахтёров. Губернатору Стюненбергу даже пришлось однажды обращаться к федеральным властям за вводом войск в Айдахо. Позже губернатор был убит бомбой во дворе собственного дома. В конце XIX — начале XX века штат проводил прогрессивную политику. Так, в 1896 и 1916 годах, ещё до принятия на федеральном уровне, в Айдахо были введены избирательные права для женщин и сухой закон соответственно. Сельскохозяйственный сектор экономики штата серьёзно пострадал во время кризиса 1929 года. «Новый курс Рузвельта» получил в штате сдержанную поддержку. Губернатор Чарльз Росс, ответственный за его продвижение, был большим сторонником аграризма, нежели политики продвижения курса.
Во время Второй мировой войны в штате было открыто два лагеря для интернированных граждан японского происхождения. Первый лагерь был расположен в 50 километрах от города Куския и действовал с середины 1943 до середины 1945 года. В нём содержалось до 265 граждан японского происхождения из более чем 20 штатов, а также из Мексики, Панамы и Перу. Другой лагерь, ныне являющийся исторической достопримечательностью Минидока, был расположен в пустынной местности в округе Джером. Он действовал с августа 1942 по октябрь 1945 года. Максимальная численность населения лагеря составляла 9397 человек.
С середины XX века представителями власти в Айдахо становятся преимущественно республиканцы.
В настоящее время горнодобыча и сельское хозяйство, в значительной части представленное выращиванием картофеля, продолжают оставаться немаловажными отраслями экономики Айдахо.

## Физико-географическая характеристика

### География и геология
Площадь штата составляет 216 632 км². По этому показателю Айдахо занимает 14-е место среди других штатов. Совокупная площадь водной поверхности составляет 2131 км², что в относительном выражении составляет 0,98 % от площади Айдахо. Протяжённость штата с юга на север составляет 264 и 771 км в самой короткой и длинной частях соответственно. Протяжённость штата с востока на запад составляет от 72 до 491 км в самой узкой и широкой частях соответственно. На юге Айдахо граничит со штатами Юта и Невада, на севере — с канадской провинцией Британская Колумбия, на востоке — со штатом Вайоминг и западнее, вдоль хребта Биттеррут, — со штатом Монтана. На западе штат граничит со штатами Орегон и Вашингтон. Таким образом, Айдахо граничит с шестью штатами и одной канадской провинцией.
Айдахо располагается на западе от континентального водораздела. Штат насчитывает 8 крупных геологических провинций. Возраст самых молодых составляет 16—17 млн лет, самых же старых — более 1400 млн лет. Местность штата большей частью гористая. На юге, огибая центральную часть, с запада на восток протягивается долина реки Снейк, занимающая около четверти площади штата. В долине располагаются наиболее крупные города штата: Нампа, Колдуэлл, Айдахо-Фолс, Покателло и др., в том числе столица Айдахо Бойсе.
В Айдахо есть несколько судоходных рек, в том числе река Снейк. Айдахо не имеет прямого сообщения с Тихим океаном. В штате насчитывается более 2000 озёр. Крупнейшим озером является Панд-Орей, площадью 466 км².
Высшей точкой Айдахо является гора Бора-Пик (3859 м), находящаяся в хребте Лост-Ривер. Низшая точка (216 м) находится в Льюистоне в месте слияния рек Клируотер и Снейк.
| Примыкающие административные единицы | Примыкающие административные единицы | Примыкающие административные единицы |
| ------------------------------------ | ------------------------------------ | ------------------------------------ |
| Северо-запад: Вашингтон              | Север: Британская Колумбия (Канада)  | Северо-восток: Монтана               |
| Запад: Орегон                        |                                      | Восток: Вайоминг                     |
| Юго-запад Невада                     | Юг: Юта                              | Юго-восток: Юта · Вайоминг           |

### Климат
Топографические особенности штата отражаются в неоднородности его климата. Несмотря на расстояние почти в 500 км от Тихого океана, на климат Айдахо значительное влияние оказывают западные морские воздушные потоки, являющиеся основным источником атмосферной влаги. В летние периоды воздушные массы также приносят влагу из Мексиканского залива и Карибского моря. В зимние периоды средние значения показателей облачности, осадков и температуры выше, чем на тех же широтах в континентальной части США. В силу того, что северная часть штата более подвержена влиянию морских ветров, чем окружённая горными хребтами южная часть, климатические условия в этих регионах отличаются. В целом климат Айдахо является умеренным, на юге штата преобладает аридный климат.
В северной части штата годовая норма осадков выше, чем в южной: 76 и 33 см соответственно. В зимние периоды на севере штата наблюдаются более высокие значения температуры и влажности, чем на юге. Разница в значениях влажности для северного и южного регионов может доходить до четырёхкратной. Для юго-восточного региона Айдахо средние значения температуры и влажности ниже, чем для западного и северного регионов соответственно.
Наиболее холодным месяцем является январь: средняя температура лежит ниже нуля. Зимой в горных районах на севере и востоке штата температура зачастую падает ниже −30 °C. В горах выпадают обильные осадки: в среднем 51 см дождей и 89 см снега. Наиболее жарким месяцем является июль. Самые высокие температуры фиксируются в равнинных областях штата: в долине реки Снейк и низовьях реки Клируотер. На юго-западе штата в июле температура может достигать 37 °C и выше. Самая низкая температура в Айдахо была зафиксирована 18 января 1943 года на дамбе города Айленд-Парк и равнялась −51 °C. Самая высокая — 28 июля 1934 года, она равнялась 48 °C.
Ураганы и смерчи случаются крайне редко. Вегетационный период варьируется: около 200 дней на северо-западе штата, от 150 дней в бассейнах рек Снейк, Бойсе и Пейетт, около 125 дней в районе городов Покателло и Айдахо-Фолс, вплоть до минимального в высокогорных районах, где земли используются в основном под пастбища.
| Климатограмма Льюистона                                     | Климатограмма Льюистона | Климатограмма Льюистона | Климатограмма Льюистона | Климатограмма Льюистона | Климатограмма Льюистона | Климатограмма Льюистона | Климатограмма Льюистона | Климатограмма Льюистона | Климатограмма Льюистона | Климатограмма Льюистона | Климатограмма Льюистона |
| ----------------------------------------------------------- | ----------------------- | ----------------------- | ----------------------- | ----------------------- | ----------------------- | ----------------------- | ----------------------- | ----------------------- | ----------------------- | ----------------------- | ----------------------- |
| Я                                                           | Ф                       | М                       | А                       | М                       | И                       | И                       | А                       | С                       | О                       | Н                       | Д                       |
| 27.4 6 −1                                                   | 20.6 8 −1               | 29.2 13 2               | 33.5 17 4               | 40.9 22 8               | 31.5 26 12              | 16.8 32 16              | 17.5 32 15              | 17.0 26 11              | 24.4 17 5               | 30.0 9 1                | 24.6 4 −2               |
| Температура в °C • Сумма осадков в мм Источник: weather.com |                         |                         |                         |                         |                         |                         |                         |                         |                         |                         |                         |

| Климатограмма Бойсе                                         | Климатограмма Бойсе | Климатограмма Бойсе | Климатограмма Бойсе | Климатограмма Бойсе | Климатограмма Бойсе | Климатограмма Бойсе | Климатограмма Бойсе | Климатограмма Бойсе | Климатограмма Бойсе | Климатограмма Бойсе | Климатограмма Бойсе |
| ----------------------------------------------------------- | ------------------- | ------------------- | ------------------- | ------------------- | ------------------- | ------------------- | ------------------- | ------------------- | ------------------- | ------------------- | ------------------- |
| Я                                                           | Ф                   | М                   | А                   | М                   | И                   | И                   | А                   | С                   | О                   | Н                   | Д                   |
| 31.5 3 −4                                                   | 26.2 7 −2           | 35.3 13 1           | 31.2 17 4           | 35.3 22 8           | 17.5 27 12          | 8.4 33 16           | 6.1 32 16           | 14.7 26 11          | 19.0 18 5           | 34.3 9 0            | 39.4 3 −4           |
| Температура в °C • Сумма осадков в мм Источник: weather.com |                     |                     |                     |                     |                     |                     |                     |                     |                     |                     |                     |

| Климатограмма Покателло                                     | Климатограмма Покателло | Климатограмма Покателло | Климатограмма Покателло | Климатограмма Покателло | Климатограмма Покателло | Климатограмма Покателло | Климатограмма Покателло | Климатограмма Покателло | Климатограмма Покателло | Климатограмма Покателло | Климатограмма Покателло |
| ----------------------------------------------------------- | ----------------------- | ----------------------- | ----------------------- | ----------------------- | ----------------------- | ----------------------- | ----------------------- | ----------------------- | ----------------------- | ----------------------- | ----------------------- |
| Я                                                           | Ф                       | М                       | А                       | М                       | И                       | И                       | А                       | С                       | О                       | Н                       | Д                       |
| 25.1 1 −9                                                   | 25.7 3 −7               | 32.0 9 −3               | 29.2 14 1               | 37.1 20 4               | 25.1 26 8               | 16.3 31 11              | 15.5 31 11              | 21.3 24 6               | 22.1 16 1               | 28.2 7 −4               | 31.5 1 −9               |
| Температура в °C • Сумма осадков в мм Источник: weather.com |                         |                         |                         |                         |                         |                         |                         |                         |                         |                         |                         |

### Почвы
Айдахо насчитывает несколько видов почв. Их можно разделить на семь типов. Большая часть плато Снейк-Ривер покрыта сухой известковой почвой. Толщина её слоя относительно небольшая — до 15 см. Материнской породой являются лёсс и вулканический пепел. Области с этой почвой окружены районами с похожей по составу, но более тёмной и содержащей большее количество минеральных элементов почвой. В районах плато с повышенной нормой осадков почва более глинистая. На ней практикуется выращивание кукурузы без орошения. Почвы на юге штата испытывают некоторый недостаток серы, железа, марганца и цинка. Почвенный покров некоторых горных долин — тёмный, натурально увлажнённый. Он сформировался в результате перемалывания ледником горных пород и из донных отложений. Районы с толстым слоем этой почвы используются под выращивание зерновых культур, а с более тонким слоем — под пастбища. Ещё одним характерным видом почвы Айдахо является тёмная влажная почва в речных бассейнах. Осушенные районы с этой почвой являются очень плодородными, неосушенные же используются под пастбища или заказники водоплавающих птиц. «Главной» почвой штата является почва породы Трибэр. Её источником служат наносные осаждения вкупе с толстым слоем вулканического пепла. Наиболее часто почва этого типа встречается на холмах с покатостью от 5 до 35 %.

### Флора и фауна
В Айдахо представлено 10 биомов. На территории штата произрастает около 3000 аборигенных растений, в том числе более 20 видов деревьев. Ареалы различных видов деревьев обусловлены различиями в климатических и географических условиях штата. В областях, богатых влагой, таких как берега рек, произрастают тсуга западная, туя складчатая и тополь волосистоплодный; в засушливых же областях произрастают преимущественно сосна жёлтая и псевдотсуга Мензиса.
Высокогорные области штата являются ареалом сосны белокорой и тсуги горной. Пихта субальпийская и ель Энгельмана произрастают либо на высокогорьях, либо в областях с холодным микроклиматом.
Некоторые виды, как, например, лиственница западная и сосна скрученная широкохвойная, не притязательны ко внешним условиям. Однако есть и виды, которые распространены только в областях с промежуточными значениями влажности и высоты, к ним относится пихта великая. В совокупности леса занимают 41 % площади штата. На 2007 год 38 % площади штата управлялось службой охраны лесов. По этому показателю Айдахо занимает первую позицию относительно других штатов. В штате насчитывается 11 флористических регионов, в свою очередь, штат входит в голарктическую область.
Типичными представителями млекопитающих Айдахо являются вапити, лось, белохвостый олень, чернохвостый олень, вилорог, толсторог, снежная коза, барибал и пума. Из менее крупных млекопитающих можно выделить такие виды, как канадский бобр, койот, обыкновенная лисица, ондатра, длиннохвостая ласка, айдахский кролик, североамериканская выдра (Lutra canadensis), американский барсук, северная мешётчатая крыса (Thomomys talpoides), американская норка, енот-полоскун, американская куница и айдахский суслик (Urocitellus brunneus).
Территория штата является частью тихоокеанского миграционного маршрута. Во время сезонной миграции на юг через Айдахо держат путь представители таких видов перелётных птиц, как кряква, канадская казарка и лебедь-трубач. Другими перелётными птицами, пролетающими через Айдахо, являются большая голубая цапля, американский белый пеликан, американская лысуха, американский кроншнеп (Numenius americanus) и другие. В Айдахо постоянно гнездятся некоторые виды из семейства фазановых, ястребиных, соколиных, совиных и других.
В водоёмах Айдахо водятся представители семейств лососёвых, в том числе форель и сиги, окуневых и других.
Среди пресмыкающихся и земноводных встречаются как широко распространённые виды, например, западноамериканская жаба (Bufo boreas), так и уникальные, например, айдахская гигантская амбистома (Dicamptodon aterrimus) или черноногая саламандра (Plethodon idahoensis).
В Айдахо водится более 40 видов муравьёв, в том числе муравей-рабовладелец Polyergus breviceps, включённый в «Красный список угрожаемых видов» международной Красной книги Всемирного союза охраны природы в статусе Vulnerable species (уязвимые виды). Среди других муравьёв: Liometopum luctuosum, Formicoxenus hirticornis, Formicoxenus diversipilosus, Myrmica sp., Formica gynocrates, Formica spatulata, Formica planipilis, Formica subnitens, Formica ciliata, Formica laeviceps.
В штате с 1982 года работает Управление по надзору за находящимися под угрозой исчезновения видами.

#### Виды, находящиеся под угрозой исчезновения
Ниже перечислены виды, находящиеся в Айдахо под угрозой исчезновения.

| Позвоночные Млекопитающие Волк (к северу от шоссе I-90 ) Гризли Лесной карибу ( Rangifer tarandus caribou ) Канадская рысь Айдахский суслик ( Urocitellus brunneus brunneus ) Рыбы Нерка (река Снейк) Белый осётр (река Кутеней) Большеголовый голец ( Salvelinus confluentus ) Чавыча (река Снейк) Микижа (река Снейк) | - Lanx sp. - Pyrgulopsis bruneauensis - Вальвата пустынная (Valvata utahensis) - Pyrgulopsis idahoensis - Physa natricina - Taylorconcha serpenticola - Mirabilis macfarlanei - Смолёвка Сполдинга (Silene spaldingii) - Spiranthes diluvialis - Howellia aquatilis |

### Достопримечательности
В Айдахо находится 30 парков штата, несколько лесных заповедников, 1 заказник, 3 рыбопитомника, 2 национальных исторических достопримечательности и 7 национальных заповедников. Кроме того, в штате частично расположен национальный парк Йеллоустон, являющийся объектом всемирного наследия ЮНЕСКО.

#### Национальные парки, заповедники, памятники и исторические достопримечательности
| - Йеллоустон (1 % площади) - Калифорнийская тропа (частично) - Национальный заповедник Сити-оф-Рокс - Национальный памятник Лунные кратеры - Национальный памятник Хейгермен-Фоссил-Бедс | - Национальная историческая тропа Льюиса и Кларка (частично) - Национальная историческая достопримечательность Минидока - Национальный исторический парк Не-Персе - Орегонский путь (частично) |

#### Национальные зоны отдыха
- Хелс-Каньон
- Сотут

#### Национальные заповедники
- Бэр-Лейк
- Грейс-Лейк
- Дир-Флэт
- Камас
- Кутеней
- Минидока
- Национальный заповедник хищных птиц реки Снейк

#### Парки штата
В Айдахо насчитывается 30 парков штата. В их число входят управляемый властями штата национальный заповедник Сити-оф-Рокс и 4 совместно управляемых парка. Старейшим парком штата является Хейберн. Он был основан в 1908 году и является первым парком не только в Айдахо, но на всём тихоокеанском Северо-Западе.

## Экология
Основными экорегионами Айдахо являются полузасушливые кустарниковые и травянистые сообщества, орошаемые сельхозугодья, вулканические плоскогорья и лавовые долины, лесистые горы и холмы, болота. Всего в штате насчитывается 10 крупных экорегионов, которые, в свою очередь, делятся на 71 локальный экорегион. География экосистем коррелирует с геологическими особенностями территории штата. Так, в районе геологической провинции айдахский батолит расположен соответствующий относительно замкнутый экорегион, представленный гористой местностью с лесами из пихты великой, дугласовой пихты, западной лиственницы, ели Энгельмана и пихты субальпийской. Плато Снейк-Ривер также представлено отдельным экорегионом, в нём расположена значительная доля сельхозугодий штата и выращиваются такие культуры, как сахарная свёкла, картофель, злаковые и прочие; в регионе расположены пастбища. Юго-запад и юго-восток штата представлены засушливыми степями. На севере штата большей частью расположен экорегион, схожий по характеристикам с айдахским батолитом. Однако в нём представлено большее количество видов, распространённых вплоть до тихоокеанского побережья и тем самым зависящих от влаги, приносимой с океана. Среди представителей же экорегиона на востоке штата значительно меньше таких видов, поскольку эта территория получает значительно меньше влаги.

### Пожары
В штате периодически возникают сильные лесные пожары. В период с 2003 по 2008 год в год происходило в среднем 1450 пожаров, в результате которых выгорало в среднем по 840 000 акров (примерно 3360 км²). Причиной около 50 % пожаров в период с 1999 по 2008 год становились молнии. Одним из наиболее серьёзных по последствиям был пожар 1910 года в северном Айдахо, когда выгорело 3 000 000 акров леса (примерно 12 000 км²) и погибло 85 человек. После него власти США решили создать общенациональную противопожарную службу. В 1966 и 1967 годах по Айдахо вновь прокатилась волна крупных пожаров, после чего финансирование противопожарных служб штата было значительно увеличено. Финансирование противопожарных служб преследует две цели: предотвращение пожаров (на эти цели в период с 1999 по 2008 год было потрачено $66,5 млрд) и борьбу с ними. Показатель успешной борьбы с пожарами в период с 1983 по 2008 год составил 94 %, однако с 1980 года неуклонно возрастает и совокупная площадь пожаров.

### Отходы
В 1993 году было принято постановление, согласно которому штат получил право на самостоятельное управление городскими свалками ТБО. На территории Айдахо действует 37 городских свалок ТБО в 26 округах. В штате действует жёсткая система наказаний за выброс мусора в неположенном месте. За замусоривание частной или общественной территории может быть наложен арест сроком до полугода и/или штраф до $1000 вкупе с принудительными исправительными работами сроком не менее восьми и не более сорока часов. За выброс же мусора на автомагистралях может быть наложен штраф в размере $300 или арест на срок до десяти дней.

### Водные ресурсы
Абсолютное большинство источников питьевой воды относится к грунтовым водам. Основными источниками загрязнения грунтовых вод являются сельхозугодья, на которых активно применяют нитраты и пестициды. Кроме того, в грунтовые воды попадают мышьяк, продукты нефтепереработки и биогенные загрязнители. Концентрация нитратов в 25 % источников грунтовых вод и в 16 % скважин превышает 5 мг/л (половина от максимально допустимой концентрации), в 6 % скважин — более 10 мг/л. Основные источники нитратов и мышьяка располагаются на плато Снейк-Ривер, повышенная концентрация нитратов наблюдается также в агломерации города Льюистон. В районах с повышенной концентрацией нитратов в воде проживает свыше 300 000 человек. Мониторинг загрязнённости грунтовых вод проводится на уровне штата с частотой от 20 лет, на окружном уровне с частотой в 2—10 лет и ситуационно на локальном уровне. В штате иногда происходят наводнения и оползни, в особенности после сильных ураганов, случающихся летом или осенью, либо после продолжительных зимних дождей.

### Воздух
Основными источниками загрязнения воздуха в штате являются электростанции, нефтеперегонные и химические заводы, а также — в меньшей степени — урбанизированные области на плато Снейк-Ривер и на севере штата. В целом же уровень загрязнённости воздуха находится на удовлетворительном уровне. ПДК взвешенных частиц превышается лишь в четырёх местах, монооксида углерода — в одном месте.
В Айдахо действует закон о чистом воздухе. В 2011 году было предложено ввести нормативы по содержанию в воздухе ртути и кислых газов. Ожидается, что принятие этих нормативов позволит к 2016 году сэкономить на здравоохранении от $18 до $45 млн.

### Радиоактивные осадки
В 1950-е и начале 1960-х годов на юго-западе штата выпадало значительное количество радиоактивных осадков. Они были вызваны испытаниями более 90 ядерных бомб на полигоне Невады. Согласно исследованию, проведённому Национальным институтом злокачественных новообразований, из пяти округов США, в которых наблюдалась наибольшая концентрация радиойода, четыре находятся в Айдахо: Джем, Лемхай, Блейн и Кастер. Так, средняя величина поглощённой дозы на жителя округа Кастер составила 0,157 грей. Тем не менее, согласно исследованию, проведённому Национальным институтом злокачественных новообразований в 1999 году, роста количества случаев заболевания раком щитовидной железы в указанных округах у наиболее подверженной этому риску популяции 1948—1958 годов рождения зафиксировано не было.

### Экология почв
Состояние почв имеет большое значение для сельскохозяйственной составляющей экономики штата. Основной угрозой для почв является естественная и техногенная эрозия. К причинам последней относятся открытая разработка фосфатных месторождений и вырубка лесных массивов. В качестве мер противодействия эрозии компании, занимающиеся добычей фосфатов, возвращают срытый слой почвы на место после окончания разработки месторождений, а лесозаготовительные компании высаживают новые деревья взамен спиленных. Всего в Айдахо насчитывается 51 район с охраняемыми почвенными ресурсами.

## Население
По оценкам Бюро переписи населения США, на 2017 год численность населения Айдахо составляла 1 716 943 человек. Средняя плотность населения в штате составляет 7,9 чел./км², более чем в 4 раза меньше среднего показателя по стране. По этому показателю штат находится на 44 месте. По количеству жителей Айдахо занимает 39-е место среди остальных штатов.
В 2010 году в штате было зарегистрировано 23 202 рождения и 11 411 смертей. Коэффициент фертильности на этот год составил 75,7. Доля женщин была меньше доли мужчин: 49,9 % и 50,1 % соответственно. В 2010 году было заключено 13 757 бракосочетаний и совершено 8136 разводов.
В том же году Айдахо занял четвёртое место по стране по уровню прироста населения с 2000 года. Более высокие показатели показали лишь штаты Невада (35,1 %), Техас (21,7 %) и Калифорния (10 %). В 2004—2005 годах Айдахо находился на 3-м месте, уступая лишь Неваде и Аризоне. По данным на 2000 год, 18,8 % жителей Айдахо имели немецкие корни, 18,1 % — английские, 10 % — ирландские, 8,1 % — индейские, 5,5 % — мексиканские. По данным на 2010 год, расовый состав населения Айдахо распределялся следующим образом:
- белые — 89,1 %;
- афроамериканцы — 0,6 %;
- индейцы — 1,4 %;
- азиаты — 1,2 %;
- океанийцы — 0,1 %;
- две и более расы — 2,5 %.

Около половины населения живёт в городах. Самой крупной агломерацией штата является агломерация Бойсе. Она занимает округа Эйда, Бойсе, Кэньон, Джем и Овайхи. Площадь агломерации составляет примерно 30 401 км² или 14,2 % площади штата. В агломерации по состоянию на 2010 год проживал 616 561 человек. Кроме агломерации Бойсе, в Айдахо также есть агломерации городов Кер-д’Ален, Айдахо-Фолс, Покателло и Льюистон. По состоянию на 2006 год, в Айдахо насчитывалось 6 микрополий. Согласно переписи 2000 года, центр населённости штата расположен в округе Кастер, на озере Стенли.
В 2010 году среднегодовой доход на душу населения составлял $22 518. При этом за чертой бедности находилось 13,6 % жителей. В штате насчитывалось 570 283 домохозяйства.
| 1910       | 1920     | 1930     | 1940     | 1950     | 1960     | 1970     | 1980     | 1990       | 2000       | 2010       | 2015       |
| ---------- | -------- | -------- | -------- | -------- | -------- | -------- | -------- | ---------- | ---------- | ---------- | ---------- |
| 325 594    | ↗431 866 | ↗445 032 | ↗524 873 | ↗588 637 | ↗667 191 | ↗712 567 | ↗943 935 | ↗1 006 749 | ↗1 293 953 | ↗1 567 582 | ↗1 654 930 |
| 2020       |          |          |          |          |          |          |          |            |            |            |            |
| ↗1 839 106 |          |          |          |          |          |          |          |            |            |            |            |

### Коренное население
В Айдахо проживают представители племён ктунаха, кер-д’ален, не-персе, шошонов и пайютов. В штате насчитывается пять индейских резерваций общей площадью почти 8100 км², расположенных на территории 13 округов. Одной из самых больших является основанная в 1868 году резервация Форт-Холл. В резервациях действует собственное правовое поле, основанное на актах конгресса и прецедентных судебных решениях. Племена имеют право проводить в жизнь собственные законы. Власти Айдахо обладают ограниченной юрисдикцией в рамках резерваций.
С принятием в Айдахо в 1998 году закона об азартных играх индейцы получили право участвовать в экономическом развитии округов, в которых расположены их резервации. Как следствие, такие отрасли, как лесозаготовка, фермерство, горнодобыча и сфера рекреационных услуг, получили развитие. По данным на 2001 год, совокупный вклад индейских резерваций в экономику Айдахо приблизительно равнялся вкладу половины округов штата. Например, племя кер-д’ален является вторым по величине работодателем в округах Кутеней и Бенева, племя не-персе — вторым по величине в округе Нез-перс, а племя кутеней — крупнейшим работодателем в округе Баундари. Закон об азартных играх положительно сказался и на местной системе образования; согласно ему, 5 % от доходов от азартных игр ассигнуется на развитие школьных округов, примыкающих к резервациям.

### Религия
Первые католические и пресвитерианские миссионеры пришли в Айдахо в период между 1820 и 1840 годами. С 1860 года наиболее популярной религиозной культурой в штате является мормонизм, который исповедует примерно четверть населения штата. По количеству мормонов Айдахо занимает второе место по стране после Юты. К северу от Бойсе большее распространение имеет католичество.
Согласно опросу, проведённому в 2008 году организацией Pew Research Center, среди достигших совершеннолетия жителей 38 % протестантами, среди них 22 % — евангелистами, 16 % — приверженцы прочих протестантских деноминаций, 23 % процента являются мормонами, 18 % — католиками; доля исповедующих другие религии, в том числе православие, ислам, буддизм, иудаизм, индуизм и др., не превышает 3 %. Кроме того, 18 % жителей штата не являются приверженцами какой-либо веры.

## Культура
Благодаря своим историко-географическим и этнографическим характеристикам в штате сложились собственные уникальные направления в традициях, искусстве, кухне и других аспектах. Задолго до прихода европейцев на территории Айдахо проживало множество индейцев. Впоследствии множество округов и поселений штата получило название по индейским племенам и терминологии.
Свой вклад в культурное наследие штата сделали и гавайцы: в честь наёмных работников пушных компаний и членов экспедиций с Гавайских островов был назван округ Овайхи. Среди маунтинменов и первопоселенцев было множество испанцев и мексиканцев. После открытия в Айдахо в 1860—1870 годах обширных месторождений на земли будущего штата хлынули тысячи китайцев, поэтому к 1870 году среди шахтёров большинство было китайцами. Всего, согласно переписи этого года, в Айдахо проживало 4269 китайцев (28,5 % от совокупной численности населения). Между 1900 и 1920 годами в Айдахо прибыло множество баскских иммигрантов. Ныне в Бойсе насчитывается наиболее многочисленная диаспора басков в США. В 1914 году в штате был избран первый губернатор с еврейскими корнями, Мозес Александер. В Айдахо проводится множество ярмарок, фестивалей и мероприятий, посвящённых первопроходцам. В городке Шелли каждый сентябрь проводится «Ежегодный день картофеля» (англ. Annual Spud Day), посвящённый основной сельскохозяйственной культуре штата. В Айдахо расположено 68 кинотеатров и более 150 музеев. Заметное влияние на кухню штата оказал картофель. Существует даже отдельный сорт картофеля «айдахо», отличающийся крупным размером и подающийся к столу запечённым в фольге.
В честь штата в разное время было названо несколько боевых кораблей: паровой сторожевой корабль времён Гражданской войны USS Idaho (1864) и линкоры времён Первой мировой войны USS Idaho (BB-24) и USS Idaho (BB-42).

### Музыка
Danny says we gotta go,

Gotta go to Idaho.

But we can't go surfin',

'Cause it's 20 below…
Музыка в штате представлена многими жанрами, от фолка и кантри до инди-рока, хардкор-панка и глэм-метала. В Айдахо появились такие рок-группы, как Paul Revere & the Raiders, Treepeople и Built to Spill. В штате родились или выросли такие музыканты, как Никки Сикс, Джош Риттер и Рони Блэкли. В Айдахо насчитывается несколько симфонических оркестров: симфонический оркестр Айдахо, симфонический оркестр Айдахо-Фолс, симфонический оркестр Кер-д’Алена, общественный оркестр штата Айдахо (основанный в 1900-х годах, он является старейшим в штате) и другие. На территории штата регулярно проводятся музыкальные фестивали: национальный конкурс скрипачей в Вайсере, летний музыкальный фестиваль в Роузберри в середине июля, музыкальный фестиваль гор Сотут, международный музыкальный и танцевальный фестиваль в Берли и другие.

## Экономика
ВВП штата в 2010 году составил 55,4 млрд долларов. ВВП на душу населения составил 35 363 доллара. По состоянию на 2008 год экономика штата занимала 43 место среди других штатов, опережая экономику Мэна и находясь позади экономики Нью-Гэмпшира.
Важной составляющей экономики штата является сельское хозяйство. По его доле в экономике (5,5 %) в 2008 году штат занимал 5 место по стране. В Айдахо выращивается треть картофеля в Соединённых Штатах. Одним из популярных сортов является Russet Burbank. Помимо картофеля, в штате выращиваются три вида пшеницы. По совокупному же производству картофеля, как и по производству форели, пелюшки и чечевицы, штат занимает первое место. В Айдахо развиты пищевая, деревообрабатывающая, машиностроительная и химическая промышленности, производство бумаги, электроники, разработка серебряных и золотых месторождений. В городе Гудинг расположен крупнейший в стране завод по производству сырья для изготовления плавленого сыра, принадлежащий ирландской компании Glanbia; в Сандпойнте расположен центральный офис ретейлера одежды Coldwater Creek. На территории Айдахо расположена значительная часть производственных мощностей компании Anheuser-Busch, а также крупное производство реактивных катеров.
Относительное распределение ВВП Айдахо по отраслям в 2010 году
 Административный аппарат (14,3 %) Операции с недвижимостью, оборудованием и нематериальными активами (12 %) Производство (10,8 %) Здравоохранение и предоставление социальных услуг (8 %) Розничная торговля (7,9 %) Профессиональное и техническое обслуживание (7,1 %) Финансовое посредничество и страхование (5,7 %) Оптовая торговля (5,4 %) Сельское хозяйство, лесная промышленность, рыболовство и охота (5 %) Остальное (23,8 %)
Крупнейшим сектором экономики штата является научная и технологическая сфера. В 2001 году она занимала 25 % ВВП штата. В период с 1991 по 2002 год уровень роста этой отрасли составил 38 %. Средний уровень зарплаты в этой отрасли на 92 % выше, чем в той же сфере в среднем по стране. Национальная лаборатория Айдахо, занимающаяся исследованиями в области ядерной энергетики, обеспечивает значительный вклад в экономику восточной части штата. С конца 1970-х годов Бойсе стал центром производства полупроводников: в этом городе расположена штаб-квартира компании Micron Technology, единственного в стране производителя DRAM; в этом же городе расположено крупное подразделение корпорации Hewlett-Packard. В Покателло находится завод крупного производителя полупроводников ON Semiconductor. Кроме того, в штате расположены офис корпорации Oracle и подразделения аэрокосмической корпорации Alliant Techsystems.
Подоходный налог варьируется от 1,6 % до 7,8 % для восьми налоговых категорий. Налог с продаж в штате составляет 6 %. Помимо остальных товаров, налогом облагаются следующие:
- продовольственные товары;
- одежда;
- лекарственные средства (отпускаемые как по, так и без рецепта).

Округа и города штата вправе устанавливать дополнительную налоговую ставку.
В Айдахо проводится государственная лотерея, из доходов которой в период с 1990 года на содержание школьных округов и высших учебных заведений было выделено 473,8 млн долларов.
По данным за 2008 год, большая часть трудоспособного населения занята в сферах обслуживания, торговли и локальной системе правления. Ниже представлена статистика по численности рабочей силы и безработице за последние годы.
Легенда:
|  | Численность рабочей силы |
|  | Процент безработных      |

### Энергетика
Значительная доля потребляемой в Айдахо электроэнергии производится посредством возобновляемых источников. Ископаемое топливо на территории штата не добывается. В 2008 году в Айдахо было произведено и потреблено соответственно 0,2 % и 0,5 % от всей электроэнергии страны. Бо́льшая часть электроэнергии, до 80 %, импортируется из других штатов. Несмотря на это, цены на электроэнергию являются одними из самых низких в стране: в 2005 году штат занимал предпоследнее место среди остальных по цене за единицу электроэнергии и 6 место с конца по цене за единицу объёма природного газа. По данным 2005 года, 48 % произведённой в штате электроэнергии было получено посредством гидроэлектростанций, 42 % — сжиганием угля, 8 % — природного газа, по 1 % — посредством ядерной энергетики и возобновляемых источников, отличных от воды.

### Горнодобывающая промышленность
Айдахо исторически является горнодобывающим штатом. В 2008 году доходы штата от реализации негорючих минералов составили $1,07 млрд. По этому показателю Айдахо занимает 24 место по стране с долей в 1,5 % соответственно. По состоянию на 2008 год, основными добываемыми негорючими породами были обогащённые молибденовые руды, фосфатные породы, строительные песок и гравий, а также серебро; их совокупная доля составила 85 %. Кроме этого, в штате добываются свинец, щебень и известняк, производится портландцемент; совокупная их доля в 2008 году составила 13 %. Более трети дохода в отрасли, 35 %, штату приносит реализация молибдена, серебра, цинка, меди, золота и кадмия. На 2008 год Айдахо занимал второе место в стране по добыче цеолитов, третье место — по добыче фосфатов, серебра и молибдена, пемзе и пумициту, пятое — по перлиту и восьмое — по драгоценным и полудрагоценным минералам.

### Туризм
Туристическая сфера представлена большим количеством горнолыжных курортов и рекреационными услугами, связанными с реками: рафтинг, рыбалка и др. По состоянию на 2009 год, оборот в туристической сфере составлял более $3 млрд, доходы — почти $500 млн, а занятость — 24,6 тысячи человек. В последние годы из-за снижения производства лесоматериалов и нестабильных цен на сельскохозяйственную продукцию в экономике северного Айдахо всё большую роль начинает играть туристическая составляющая.

## Вооружённые силы
Вооружённые силы, расквартированные в Айдахо, являются частью Национальной гвардии США. Они подразделяются на Национальную гвардию ВВС Айдахо и Национальную гвардию Сухопутных войск Айдахо. Гвардия ВВС представлена 124-м авиационным полком. В полк входят 190-я истребительная, 189-я транспортная и 266-я эскадрилья дальней поддержки. Численность личного состава гвардии ВВС составляет 3000 человек. Штаб-квартирой гвардии является авиабаза Гоуэн-Филд близ Бойсе. Гвардия Сухопутных войск Айдахо была основана ещё в 1873 году. Ныне она представлена 116-й кавалерийской бригадой, 183-м авиационным батальоном, 204-м полком, 101-й группой защиты от оружия массового поражения, 938-м инженерным подразделением и 25-м военным оркестром. Штаб-квартира гвардии Сухопутных войск расположена в Бойсе. Гвардию штата возглавляет генерал-майор Гэри Сэйлер (англ. Gary Sayler). Издержки на поддержание военной инфраструктуры в 2009 году составили 60,2 млн долларов.

## Транспорт
По данным на 2007 год, основным средством передвижения в Айдахо являлись частные автомобили. Их доля в транспортных перевозках составляла 88 %, тогда как на авиатранспорт приходилось 8 %, на остальные виды транспорта, соответственно, ещё меньше.

### Автомагистрали
Через штат проходит несколько федеральных автомагистралей. Ситуация с дорожным покрытием относительно неблагоприятная. 25 % основных автомагистралей находятся в плохом или посредственном состоянии, тогда как 22 % магистралей перегружены. 19 % мостов не отвечают современным нормам строительства либо функционально устарели. Две основные агломерации штата, Бойсе и Кер-д’Ален, не сообщаются федеральными автомагистралями. В 2007 году на ремонт и совершенствование дорожного покрытия было потрачено около 200 млн долларов. Несмотря на увеличение в период с 1990 по 2005 год дорожного трафика в штате на 51 %, суммарная протяжённость автодорог в Айдахо за тот же период увеличилась лишь на 4 %. Состояние автодорог является причиной трети ДТП с летальным исходом. В 2005 году было зарегистрировано 275 смертельных случаев на автодорогах. По данным министерства транспорта Айдахо, совокупный ущерб от смертности на дорогах в 2007 году составил $1,461 млрд. Тем не менее, в последние годы во многих штатах, в том числе в Айдахо, наметилась тенденция по снижению количества смертей. Так, в 2008 году было зарегистрировано 232 летальных исхода, в 2009 году — 226, в 2010-м — 211, что явилось самым низким показателем с 1975 года. По статистике департамента здравоохранения и социального обеспечения штата Айдахо, 65 % погибших не были пристёгнуты ремнями безопасности на момент аварии. По тем же данным, за период с 1988 по 2008 год удельный вес тех, кто не пристёгивается ремнями, снизился с 64,7 % до 23,4 %. В штате действует Объединение по обеспечению безопасности дорожного движения на автомагистралях (англ. Idaho Highway Safety Coalition).
Федеральные и межштатные автомагистрали, проходящие в Айдахо:
| Север - US 2 - US 12 | Север ↔ Юг - US 93 - US 95 - I-15 | Восток↔Запад - US 20 - US 26 - US 30 - I-84 - I-86 - I-90 | Юго-запад - I-184 |

### Авиатранспорт
Основными аэропортами, обслуживающими штат, являются аэропорт Бойсе и Международный аэропорт Спокана, расположенный в соседнем штате Вашингтон. Кроме них, в Айдахо имеется множество второстепенных аэропортов.

### Железные дороги
Через Айдахо проходят две трансконтинентальные железные дороги. На севере штата пролегает дорога компании BNSF Railway и связывает Сиэтл, Портленд и Спокан с Миннеаполисом и Чикаго. Эта железная дорога проходит через округа Кутеней, Боннер и Баундари. Дорога компании Union Pacific Railroad пролегает на юге штата и связывает Портленд, Грин-Ривер и Огден. Она пролегает через такие крупные города, как Бойсе, Нампа, Твин-Фолс и Покателло. На севере Айдахо до города Сандпойнт проложено ответвление железнодорожной сети корпорации Amtrak.

### Порты
В Льюистоне расположен крупный порт, обслуживающий речные грузоперевозки до западного побережья. Порт входит в систему речных путей бассейна рек Снейк и Колумбия. Эта система занимает первое место в стране по объёмам перевозки пшеницы и ячменя и второе место по величине после системы бассейна реки Миссисипи. Кроме того, система является важнейшим узлом перевозок бумаги, леса и автомобилей на Западном побережье. Совокупный ежегодный объём грузоперевозок составляет до 40 млн тонн.

## Связь и средства массовой информации
Первая газета на территории штата появилась в 1862 году, ещё во времена нахождения Айдахо под юрисдикцией территории Вашингтон. Газета называлась «Golden age», она выходила в Льюистоне дважды в неделю. Ныне в штате выходит 11 ежедневных и 28 еженедельных газет.
Радиовещание появилось в штате к 1922 году. В этом году в Айдахо из города Логан в Юте начала трансляцию радиостанция KFXD. В 1926 году она начала вещать из города Джером в Айдахо, а в 1929 году — из Нампы. Первая же собственная радиостанция в штате, KFAU (ныне KIDO), появилась 18 июля 1922 года в Средней школе Бойсе. По другим данным, эта станция начала вещать ещё в ноябре — декабре 1921 года и передавала рождественскую музыку. С 1928 года она стала коммерческой. Согласно данным ещё одного источника, уже 6 июля 1922 года в городах Москоу и Льюистон начали вещание радиостанции KFAN и KFBA соответственно. В настоящий момент в штате вещают 102 радиостанции.
В сентябре 1941 года в Колледже штата Айдахо (ныне Университет штата Айдахо) в Покателло была запущена первая экспериментальная 144-мегагерцовая телевизионная станция мощностью 10—15 ватт. Первая же широковещательная коммерческая телестанция канала KFXD-TV была запущена 18 июня 1953 года. Примечательно, что в городе Ригби обучался изобретатель диссектора Фило Фарнсуорт. Ныне Ригби носит прозвище «Родина телевидения» (англ. Birthplace of Television). На сегодняшний день из штата ведут регулярные трансляции 16 телеканалов.
Ситуация с обеспечением доступа населения к интернету по сравнению с общенациональными показателями относительно неблагоприятная. Так, у 66 % населения скорость соединения меньше 4/1 Мбит/сек. По прогнозам, лишь у 1 % населения к 2015 году скорость соединения будет соответствовать требуемым стандартам: 50/20 Мбит/сек. По усреднённому показателю скорости соединения Айдахо по отношению к остальным штатам находится на 44 месте.

## Административно-политическое устройство
| Год  | Республиканцы   | Демократы       |
| ---- | --------------- | --------------- |
| 2020 | 63,9 % 554 119  | 33,1 % 287 031  |
| 2016 | 59,3 % 409 055  | 27,5 % 189 765  |
| 2012 | 64,5 % 420 390  | 32,6 % 212 699  |
| 2008 | 61,5 % 403 012  | 36,1 % 236 440  |
| 2004 | 68,38 % 409 235 | 30,26 % 181 098 |
| 2000 | 67,17 % 336 937 | 27,64 % 138 637 |
| 1996 | 52,18 % 256 595 | 33,65 % 165 443 |
| 1992 | 42,03 % 202 645 | 28,42 % 137 013 |
| 1988 | 62,08 % 253 881 | 36,01 % 147 272 |
| 1984 | 72,36 % 297 523 | 26,39 % 108 510 |
| 1980 | 66,46 % 290 699 | 25,19 % 110 192 |
| 1976 | 59,88 % 204 151 | 37,12 % 126 549 |
| 1972 | 64,24 % 199 384 | 26,04 % 80 826  |
| 1968 | 56,79 % 165 369 | 30,66 % 89 273  |
| 1964 | 49,08 % 143 557 | 50,92 % 148 920 |
| 1960 | 53,78 % 161 597 | 46,22 % 138 853 |
| 1956 | 61,2 % 166 979  | 38,8 % 105 868  |
| 1952 | 65,4 % 180 707  | 34,4 % 95 081   |
| 1948 | 47,3 % 101 514  | 50,0 % 107 370  |
| 1944 | 48,1 % 100 137  | 51,6 % 107 399  |
| 1940 | 45,3 % 106 509  | 54,4 % 127 842  |
| 1936 | 33,2 % 66 232   | 63,0 % 125 683  |
| 1932 | 38,2 % 71 312   | 58,7 % 109 479  |
| 1928 | 64,2 % 97 322   | 34,9 % 52 926   |
| 1924 | 48,1 % 72 084   | 16,2 % 24 217   |
| 1920 | 65,6 % 88 975   | 34,3 % 46 579   |
| 1916 | 41,1 % 55 368   | 52,2 % 70 054   |
| 1912 | 31,0 % 32 810   | 32,1 % 33 921   |
| 1908 | 54,1 % 52 621   | 37,2 % 36 162   |
| 1904 | 65,8 % 47 783   | 25,5 % 18 480   |
| 1900 | 46,9 % 27 198   | 50,9 % 29 484   |
| 1896 | 21,3 % 6 324    | 78,1 % 23 135   |

Главным законом штата является конституция Айдахо. Первоначальный её вариант был создан в 1889 году за 28 дней семьюдесятью двумя членами территориального конвента. Принятие конституции было необходимым условием для становления штатом. За 75 последующих лет к конституции было предложено 150 поправок, 71 из которых была принята. Конституция Айдахо основана на государственной конституции с некоторыми дополнениями. В конституции определены форма и должностные обязанности правительства штата. В неё могут быть внесены поправки на референдуме. Все действующие законы сведены в едином кодексе Айдахо (англ. Idaho Code). Внесение поправок в кодекс рассматривается на уровне легислатуры штата и проходит процедуру одобрения губернатором.

### Правительство штата
Конституция Айдахо определяет три ветви правительства штата: исполнительную, законодательную и судебную. Легислатура Айдахо является двухпалатной. Её члены избираются от 35 законодательных округов, от каждого из которых выбирается по одному сенатору и двум представителям. С 1946 года губернатор штата и другие избираемые чиновники выбираются на четырёхлетний срок.

#### Исполнительная ветвь
Губернатор избирается на 4 года. В его обязанности входят контроль за исполнением законов штата и принятие либо отклонение законопроектов, выдвигаемых легислатурой штата. В настоящий момент губернатором является республиканец Брэд Литтл, избранный в 2018 году.

#### Законодательная ветвь
Работа в легислатуре допускает частичную занятость. Сроки полномочий в сенате и палате представителей составляют 2 года. Выборы проводятся каждый чётный год. Годовая заработная плата члена палаты составляет от $15 646. С конца 1950-х годов большинство в легислатуре представляют республиканцы. Демократы чаще избираются от Бойсе и Покателло.

#### Судебная ветвь
Главным судом штата является верховный суд Айдахо. Кроме него действует промежуточный апелляционный суд, принимающий дела от верховного суда. В штате также действуют окружные суды на уровне, соответственно, округов.

### Административное деление
Айдахо включает в себя 44 округа. По федеральному стандарту обработки информации (FIPS), каждый округ имеет пятизначный код. Он состоит из кода штата (16 для Айдахо) и трёхзначного кода округа. Каждый округ штата имеет свою приставку в номерном знаке, состоящую из первой буквы англоязычного названия округа и порядкового номера округа, соответствующего алфавитному положению названия округа для каждой буквы в случае, если на одну букву начинается несколько названий округов.

### Политика
С 1968 года Айдахо поддерживает только республиканских кандидатов в президенты США. Так, на выборах 2004 года Джордж Буш получил большинство голосов в 43 округах из 44. Исключением стал округ Блейн, где у соперника Буша Джона Керри есть собственный дом. На выборах 2008 года Обама получил лишь около 35 % голосов. Поддержка Обамы на выборах 2012 года оказалась ещё ниже: 32,6 %, тогда как за его основного соперника, республиканца Митта Ромни, проголосовало 64,5 % избирателей.
На губернаторских выборах 2006 года республиканцы, возглавляемые нынешним губернатором Бутчем Оттером, заняли все конституционные должности и удержали места в Палате представителей. В 2008 году республиканцы с победой демократа Уолта Минника потеряли место в Палате представителей, но сенаторская должность после ухода Ларри Крейга осталась за республиканцами в лице Джима Риша.

## Социальная сфера

### Здравоохранение
По данным за 2009 год, у 19,1 % жителей штата не было медицинской страховки. В 2008 году штат с показателем в 201 врача на 100 000 жителей находился на 49 месте в стране. По состоянию на 2009 год, в штате было лишь 48 обладающих лицензией больниц. Совокупная вместимость больниц — 3883 пациента. Наиболее частыми причинами смертей в 2010 году становились злокачественные опухоли и сердечно-сосудистые заболевания. Коэффициент детской смертности в 2010 году составил 4,8 (на 1000 рождений). Ожидаемая продолжительность жизни — 79,5 лет.

### Образование
Первая школа на территории Айдахо была основана в 1837 году миссионером Сполдингом. К 1865 году на территории будущего штата было уже 12 школ: 4 частных и 8 муниципальных. В них обучалась примерно треть от 1239 детей в возрасте от 5 до 21 года. В 1887 году был принят закон, обязывавший всех детей в возрасте от 8 до 14 лет посещать школу минимум 12 недель в год, 8 из которых постоянно. Благодаря этому закону к 1889 году в 296 школах обучалось 12 457 детей. Первая средняя школа была основана в 1881 году в Бойсе. В 1891 году было создано министерство образования штата. По состоянию на 2008 год в штате работала 751 школа, в которой обучалось около 275 тысяч учеников. По удельному расходу на одного ученика штат находится на одном из последних мест в стране. Так, по одним данным в 2007—2008 годах по этому показателю Айдахо находился на 3 месте с конца, опережая лишь Юту и Теннесси, по другим данным в 2008 году штат находился на предпоследнем месте. С другой стороны, в штате высокий уровень исключения учеников из школ: 2 %, 3-е место по стране. Несмотря на невысокие расходы на образовательные программы, средний IQ штата по состоянию на 2006 год был равен 101,4 — выше общенационального показателя, равного 98 пунктам.

#### Высшее образование
В Айдахо действуют три университета штата. Самый первый и главный, Айдахский университет, был основан в городе Москоу в 1889 году в рамках программы безвозмездного выделения земельных участков университетам. Второй по счёту, Университет штата Айдахо, был основан в Покателло в 1901 году как Академия Айдахо. Университетский статус был ему присвоен в 1963 году. Третьим университетом с 1974 года является Университет штата в Бойсе, основанный в 1932 году в Бойсе в качестве колледжа низшей ступени.
Кроме них, в Айдахо действуют 4 частных университета, 5 колледжей штата и 7 частных колледжей:

| - Университет Бригама Янга в Айдахо; - Университет Джорджа Фокса; - Северо-западный Назарейский Университет; - Университет Финикса (кампус); - Колледж западного Айдахо; - Колледж Льюиса-Кларка; - Колледж северного Айдахо; - Колледж южного Айдахо; - Технический колледж восточного Айдахо; | - Кэррингтонский колледж; - Колледж Брауна Мэки; - Колледж Айдахо; - Колледж при Техническом институте ITT; - Новый колледж Андрея Первозванного; - Колледж Стивенса-Хенагера; - Центр прикладной теологии Уэсли. |

### Преступность
Средний уровень преступности в штате выше общенационального. Так, если в 2010 году в США на 100 000 жителей совершалось в среднем 3346 преступлений, то в Айдахо — 5180. В последние годы наблюдается тенденция по снижению количества преступлений. Наиболее часто совершаемыми преступлениями являются кражи (каждые 11 минут), наиболее редко — преступления, связанные с азартными играми (раз в 182 дня). В штате действует свыше 2700 полицейских.
За следующие преступления в Айдахо может быть применена смертная казнь:
- убийство первой степени (предумышленное) с отягчающими обстоятельствами;
- похищение первой степени;
- лжесвидетельство, приведшее к смерти.

За последние 18 лет в штате было казнено 2 человека, оба раза с применением смертельной инъекции. Последняя казнь состоялась 18 ноября 2011 года.

## Спорт
Основными видами спорта, представленными в Айдахо, являются бейсбол, хоккей с шайбой и баскетбол. В Айдахо нет спортивных команд, участвующих в высших национальных спортивных лигах.
В 1926—1928 годах между Айдахо и Ютой проводилась бейсбольная лига класса C. На сегодняшний день в штате есть две профессиональные бейсбольные команды: Айдахо-Фолс Чакарс (Пионерская бейсбольная лига с 1976 года, фарм-клуб Канзас-Сити Роялс с 2004 года) и Бойсе Хокс (Северо-западная лига, фарм-клуб Чикаго Кабс с 2001 года). Также в Айдахо действуют 6 локальных бейсбольных лиг.
Три команды входят в Национальную ассоциацию студенческого спорта: Бойсе Стейт Бронкос (Горная западная конференция), Айдахо Вэндалс (Западная атлетическая конференция), Айдахо Стейт Бенгалс (Конференция большого неба).
Профессиональной баскетбольной командой является Айдахо Стампид, до 2006 года выступавшая в КБА, а в настоящий момент — в лиге развития НБА. В сезоне 2007—2008 команде удалось завоевать чемпионский титул в лиге.
Теннис представлен профессиональной командой Айдахо Сникерс, за которую в своё время играли такие спортсмены, как Энди Роддик и Манон Боллеграф. Айдахо Сникерс выступает на турнире World TeamTennis с 1994 года. В том же году команда заняла второе место на турнире.
В хоккейной лиге ECHL принимает участие команда Айдахо Стилхедс. Команда дважды выигрывала кубок Келли — в 2004 и 2007 годах — и кубок Брэбхема в сезоне 2009—2010.
В Айдахо в рамках общенационального турнира по гольфу регулярно проводится турнир Albertsons Boise Open.

## Официальные символы
Ниже перечислены официальные символы штата:
- Девиз: Esto perpetua («Будет всегда»);
- Песня: Here We Have Idaho;
- Танец: Сквэр данс;
- Птица: Горная синица;
- Лошадь: Аппалуза;
- Хищник: Сапсан;
- Рыба: Лосось Кларка;
- Насекомое: Данаида монарх;
- Ягода: Черника;
- Овощ: Картофель;
- Дерево: Западная белая сосна;
- Цветок: Чубушник Льюиса (Philadelphus lewisii);
- Ископаемое: Лошадь Хейгермана (Equus simplicidens);
- Самоцвет: Айдахский звёздный гранат.

## Побратимы
Айдахо состоит в братских отношениях с двумя административными единицами:
- Халиско (Мексика)
- Чхунчхон-Пукто (Южная Корея)

### История
- John Hailey[англ.]. The History of Idaho. — Forgotten Books, 2009. — 359 p. — ISBN 1440041652.
- Hiram Taylor French. History of Idaho: A Narrative Account of Its Historical Progress, Its People and Its Principal Interests. — Nabu Press, 1914. — Vol. 1, 2.
- William John McConnell. Early History of Idaho. — BiblioBazaar, 2009. — 424 p. — ISBN 1113694173.
- Carlos A. Schwantes. In Mountain Shadows: A History of Idaho. — U of Nebraska Press, 1991. — 308 p. — ISBN 0803292414.

### География, геология и климат
- Us Environmental Data Service Climatography of U.S. Climate of Idaho. — 1960. — 35 p.

### Флора и фауна
- Ray Joseph Davis. Flora of Idaho / W. C. Brown. — 1952. — 828 p.
- William B. Davis. The Recent Mammalian Fauna of Idaho. — University of California, 1936. — 420 p.

### Культура
- Rebecca Stefoff. Idaho. — 2nd ed. — Marshall Cavendish, 2008. — 144 p. — ISBN 0761430032.

### Символы и достопримечательности
- Kaelyn Smith. Symbols of Idaho. — Webster's Digital Services, 2011. — 204 p. — ISBN 1270837796.